# Pluxemburg
Pluxemburg är ett skivbolag i Stockholm, grundat 2000 av bandet Pluxus och deras f.d. skivbolagschef Jonas Sevenius från Slowball Records.
På Pluxemburg finns förutom Pluxus, artister som Jeans Team, Fibes, Oh Fibes! och Andreas Tilliander.